# 88e cérémonie des National Board of Review Awards
La 88e cérémonie des National Board of Review Awards (NBR Awards), décernés par le National Board of Review, a eu lieu le 29 novembre 2016, et a récompensé les films diffusés dans l'année.

## Palmarès
- Meilleur film :
  - Manchester by the Sea

- Meilleur réalisateur :
  - Barry Jenkins pour Moonlight

- Meilleur acteur : 
  - Casey Affleck pour Manchester by the Sea

- Meilleure actrice :
  - Amy Adams pour Premier Contact

- Meilleur acteur dans un second rôle :
  - Jeff Bridges pour Comancheria

- Meilleure actrice dans un second rôle :
  - Naomie Harris pour Moonlight

- Meilleur espoir :
  - Lucas Hedges pour Manchester by the Sea
  - Royalty Hightower pour The Fits

- Meilleure distribution :
  - Les Figures de l'ombre

- Meilleur réalisateur débutant :
  - Trey Edward Shults pour Krisha

- Meilleur scénario original :
  - Manchester by the Sea – Kenneth Lonergan

- Meilleur scénario adapté :
  - Silence – Jay Cocks et Martin Scorsese

- Meilleur film en langue étrangère :
  - Le Client (film, 2016)  Iran

- Meilleur film d'animation :
  - Kubo et l'Armure magique

- Meilleur film documentaire :
  - O.J.: Made in America

- Spotlight Award :
  - Peter Berg et Mark Wahlberg

- NBR Freedom of Expression :
  - Cameraperson